# Heterapoderus theresae
Heterapoderus theresae là một loài bọ cánh cứng trong họ Attelabidae. Loài này được Pic miêu tả khoa học năm 1929.